# Eugène Bossilkov
Eugène Bossilkov (Béléné, 16 novembre 1900 - Sofia, 11 novembre 1952) est un évêque passioniste martyr reconnu bienheureux par l'Église catholique.

## Biographie
Premier martyr du stalinisme proclamé bienheureux, il est aussi le premier bienheureux catholique de la Bulgarie, pays en majorité de confession orthodoxe. Animé d'un souci œcuménique constant, il est estimé des orthodoxes. Et pendant la guerre, il réussit aussi à sauver de nombreux juifs.
Nommé évêque du diocèse de Nicopolis (en) en 1947, en pleine occupation soviétique, il est arrêté le 16 juillet 1952, et incarcéré à Sofia. Un simulacre de procès a lieu en septembre, il est condamné à mort et fusillé le 11 novembre 1952 à 23h30.
Conformément à son quatrième vœu de religieux passioniste - celui de méditer la Passion du Christ - , il disait : « Je sens que le Seigneur m'a donné la grâce et j'accepte la mort ».
Au cours de son dernier entretien avec sa nièce à la prison, il lui demande de dire à tous qu'il est resté fidèle « à l'Église et au pape ».

## Béatification
Il est béatifié par le pape Jean-Paul II le 15 mars 1998.

## Sanctuaire

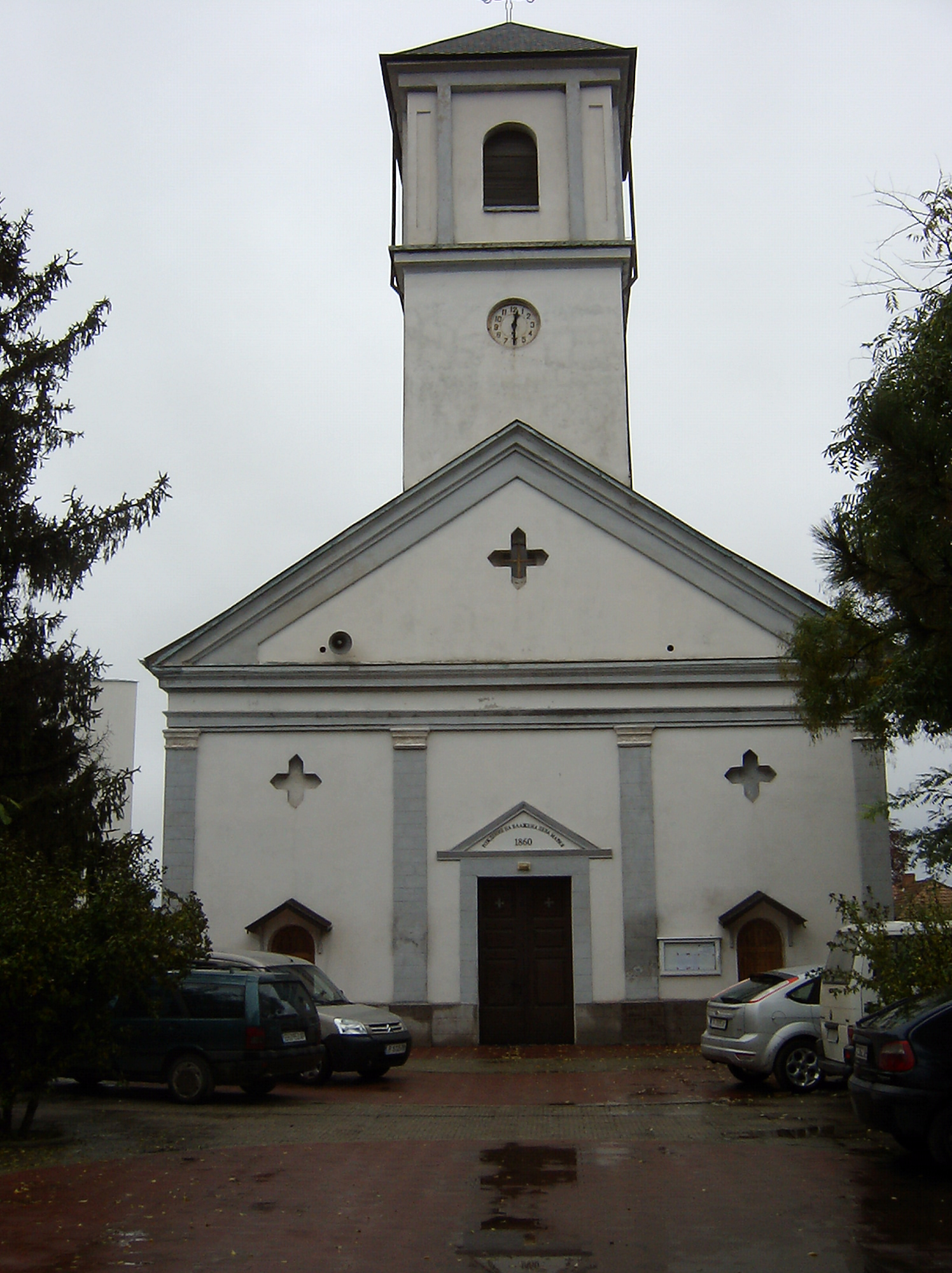
L'église de la Nativité-de-la-Bienheureuse-Vierge-Marie de Béléné où se trouve son sanctuaire.

Son sanctuaire diocésain se trouve à l'église de la Nativité-de-la-Bienheureuse-Vierge-Marie de Béléné. Il contient les fonts baptismaux dans lesquels il a été baptisé après sa naissance le 16 novembre 1900. Sur l'autel qui lui est dédié se trouve une icône le représentant et une relique - une capsule fabriquée au Vatican et offerte par le pape Jean-Paul II - un morceau de la chemise qu'il portait quand il a été transporté dans la prison de Sofia, et sur laquelle des traces de sang sont restées. Le sanctuaire a été confié aux Passionistes.